# Misión El Cruce
Misión El Cruce es una localidad argentina ubicada en el Departamento General José de San Martín de la Provincia de Salta. Es una comunidad aborigen donde conviven individuos de las etnias wichí, guaraní, chorote y chulupí. Se encuentra sobre la Ruta Nacional 34, a km del acceso a Tartagal; la localidad depende administrativamente de General Mosconi pero se encuentra conurbada con Tartagal. Forma junto a otros dos barrios un aglomerado denominado por el INDEC como Misión El Cruce - El Milagro - El Jardín de San Martín.
Un movimiento de trabajadores desocupados construyó en el lugar una sala de primeros auxilios.